# Повітряні сили Вільної Франції
Повітряні сили Вільної Франції (фр. Forces Aériennes Françaises Libres, FAFL) були повітряним підрозділом Вільної Франції, створеної Шарлем де Голлем у 1940 році під час Другої світової війни. Позначення перестало існувати в 1943 році, коли війська Вільної Франції злилися з військами генерала Жіро. Однак ця назва все ще була у загальному вживанні до звільнення Франції в 1944 році, коли вони стали Французькою повітряною армією. Анрі Валін командував ними з 1941 по 1944 рік, а потім залишився командувати Повітряною армією.

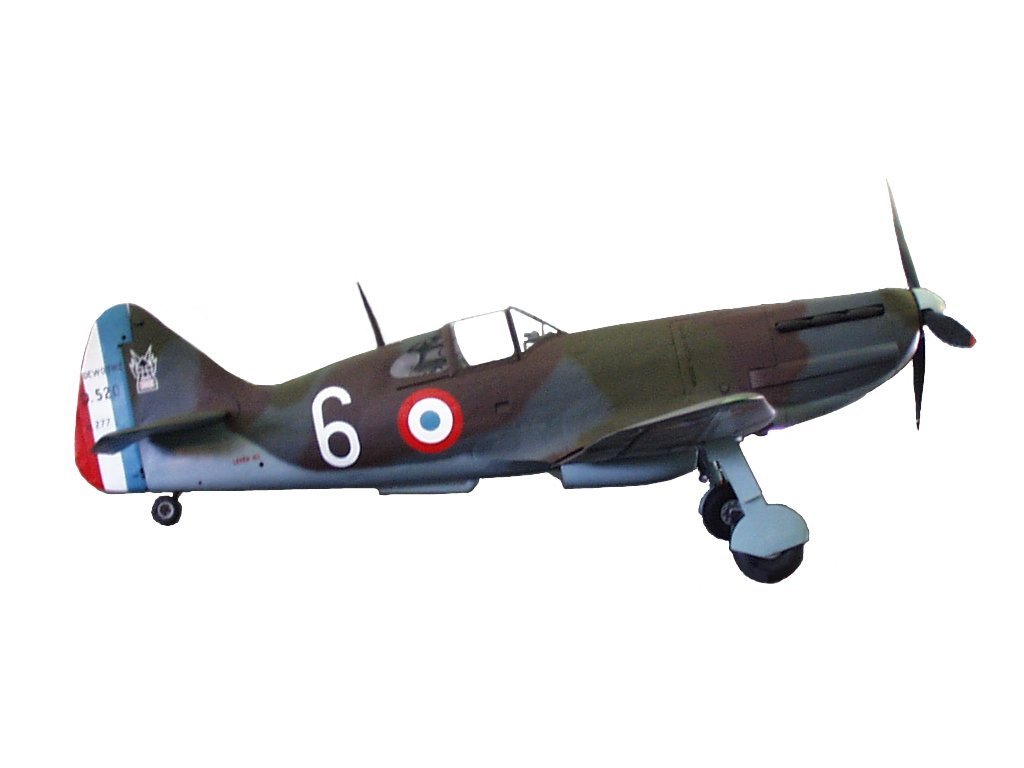
Французький Dewoitine D.520

## Французька Північна Африка (1940—1943)
17 червня 1940 року, за п'ять днів до підписання франко-німецького перемир'я, перший вихід 10 льотчиків вилетів з аеропорту Бордо-Меріньяк до Англії. Інші згуртувалися до генерала Шарля де Голля з Франції та французької Північної Африки в період з червня 1940 по листопад 1942 року. Також був створений контингент добровольців з південноамериканських країн, таких як Уругвай, Аргентина та Чилі, оскільки там особисто набиралися чиновники Вільної Франції. З чисельності 500 у липні 1940 року ряди FAFL зросли до 900 до 1941 року, включаючи 200 льотчиків. Всього 276 з цих листівок були розміщені в Англії, а 604 були розміщені на закордонних театрах операцій. Літо 1940 генерал де Голля по імені тодішнього полковника Мартіал Генрі Валін, як головнокомандувач в головному FAFL. На момент призначення Валін був у французькій військовій місії в Ріо-де-Жанейро, Бразилія, і він повинен був завершити своє призначення там до лютого 1941 року. Йому знадобилося 45 днів, щоб дістатися до Лондона, щоб побачити де Голля, і лише 9 липня Валін офіційно вступив на посаду, перейшовши на посаду тимчасового командувача, адмірала Еміля Мюзельє.

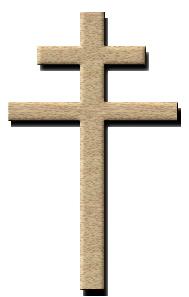
Хрест Лотарингії був символом, прийнятим для сил Вільної Франції під час Другої світової війни

Прапор Вільної Франції, 1940—1944. По суті, це був триколор, увінчаний Лотаринзьким хрестом посередині на білій частині. Багато літаків FAFL, які працювали у Французькій екваторіальній та Західній Африці між 1940 і 1943 роками, мали цю конструкцію хреста.

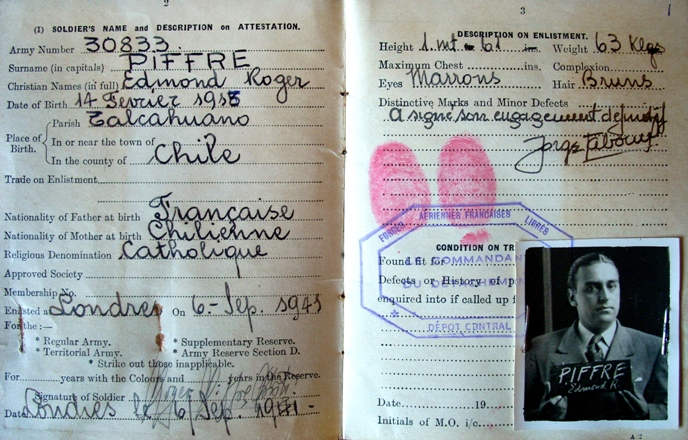
Солдатська книжка льотчика вільних французьких ВПС чилійського походження. Один із багатьох, хто приєднався до заклику генерала де Голля з французьких колоній і Південної Америки.

Усі літаки FAFL були ідентифіковані інакше, ніж літаки французьких ВПС Віші, які продовжували використовувати довоєнний триколірний роундель. Щоб відрізнити їхню вірність від вірності Віші Франції, хрест Лотарингії — хрест із двома паралельними горизонтальними раменами, причому нижнє плече трохи довше за верхнє — був символом Вільної Франції, обраним Шарлем де Голлем. Хрест можна побачити в одних і тих же місцях на FAFL літаків, де ОЗ були на всіх французьких військових літаків, тобто, на фюзеляжі і верхній і нижній поверхнях крил. FAFL був сформований з одного «змішаного» підрозділу в RAF Odiham 29 серпня 1940 року під командуванням майора Ліонеля де Марм'є. Однією з його перших завдань було спробувати переконати генерал-губернаторів колоній у Французькій Західній Африці не підкорятися наказам уряду Віші, а натомість приєднатися до Вільної Франції в їх боротьбі проти держав Осі.
Операція «Загроза» була планом союзників, щоб або переконати Дакар приєднатися до справи союзників, або захопити його силою. Де Голль вважав, що це можливо. Серед підрозділів, які брали участь, була нещодавно сформована група з назвою: Groupe de Combat Mixte (GMC) 1, під кодовою назвою «Jam», що складається з чотирьох ескадрилій, що складаються з бомбардувальників Bristol Blenheim і літаків зв'язку/спостереження Westland Lysander. Однак битва за Дакар була невдалою. Порт залишився в руках Віші, посланці FAFL були арештовані та ув'язнені в Дакарі владою Віші, а репутація де Голля була пошкоджена.
Однак французькі війська в Камеруні та Чаді у Французькій Екваторіальній Африці згуртувалися для голлістської справи. Три загони військово-повітряних сил Франції, що базуються у Форт-Ламі (зараз Нджамена в Чаді), Дуала в Камеруні та Пуент-Нуар у Конго, керуючи змішаною місією літаків Potez і Bloch, які стали частиною FAFL.
Але Габон залишався вірним Віші, тому в середині-кінці жовтня 1940 року ескадрильї FAFL вирушили на місії фоторозвідки та розкидання листівок. Перший бій між Віші та FAFL відбувся 6 листопада 1940 року, коли два літаки ВПС Віші зіткнулися з двома FAFL Lysanders поблизу Лібревіля. Обидва літаки були пошкоджені, проте повернулися на базу. Через два дні перші льотчики FAFL були збиті і потрапили в полон. Через два дні після цього Лібревіль був захоплений військами Вільної Франції, тому літаки FAFL тепер могли діяти з авіабази, яку кілька днів тому використовували їхні супротивники. Французи вважали бойові дії «громадянською війною», в якій перемагала Вільна Франція, оскільки тепер Лібревіль приєднався до справи Голліста. Це був би єдиний випадок, коли протиборчі угруповання на території ЗЕД боролися б між собою відкрито.
Філіп де Отеклок, більш відомий під своїм французьким ім'ям «Леклер», пізніше став одним із найвідоміших генералів французької армії в історії та мав сильні амбіції в Північній Африці. Але він часто виявляв повне нерозуміння того, що насправді можуть робити ВПС. Коли він хотів бомбардувати контрольований італійцями аеродром в Куфрі в Лівії, йому по суті сказали, що ескадрильї не можуть виконати таку важливу місію, особливо враховуючи відсутність у них досвіду навігації над величезною пустельною територією. Реакція Леклерка, заснована на його люті через відсутність підтримки з повітря під час німецького вторгнення до Франції, була потворною, і відносини між ним і FAFL швидко погіршувалися.
Місія, виконана нещодавно сформованою групою сил Groupe de Bombardement (GRB) 1 (Lorraine), 1941 року, закінчилася катастрофічно 4 лютого 1942 року, коли з чотирьох Бленхеймів, надісланих бомбити Куфру, повернувся лише один — і навіть тоді він через несправність двигуна. (Один з трьох інших літаків не був знайдений до 1959 р.). 27 лютого вільні французи зайняли аеродром Куфра, а через два дні ворожий гарнізон здався. Леклерк, зі свого боку, все ще вважав авіацію свого роду придатком, настільки незначного значення, що воно могло взагалі не підтримувати сухопутні війська.
Після падіння Франції в 1940 році французькі льотчики були сповнені рішучості продовжувати боротьбу з нацистською Німеччиною. Деякі приєдналися до RAF, тоді як інші приєдналися до FAFL. Ті, хто приєднався до RAF, воювали в збройних силах іноземної держави і технічно порушували французьке цивільне законодавство. Їх могли вважати найманцями чи флібустьєрами, або звинувачувати в дезертирстві у військовому суді. 15 квітня 1941 року де Голль оприлюднив офіційну декларацію, в якій просив, щоб французькі громадяни в RAF були зобов'язані подавати заявки на повторну інкорпорацію в FAFL до 25 квітня 1941 року. Будь-який персонал, який здійснює передачу, буде звільнений від будь-яких неправомірних дій. Не весь французький персонал виконав це рішення. Деякі, хто залишив Сирію та Ліван, спеціально зробили це, щоб приєднатися до RAF, і виступили проти де Голля. RAF розглядали надання британським громадянствам цим чоловікам, щоб не відчужувати їх. Хоча FAFL, безумовно, мав певну кількість екіпажу (декілька з яких прилетіли до союзників), він був ослаблений відсутністю наземного екіпажу та браком запасних частин для їхніх машин французького виробництва. У той час як весь екіпаж GRB 1 був французьким, наземний екіпаж спочатку був британським. Прибуття на Близький Схід колишнього наземного екіпажу Aéronavale з Таїті в липні 1941 року розглядалося як поштовх для обслуговування персоналу FAFL.
Група Bretagne була сформована 1 січня 1942 року з певними цілями: літаки американського виробництва Меріленд виконуватимуть розвідувальні місії на дальні дистанції, місії близької підтримки Lysanders та місії зв'язку та транспортування Potez. Але лише 3 березня були здійснені перші оперативні місії з Уйг-ель-Кебір, який був захоплений лише напередодні. Однак наступного дня «Лісандр» розбився при посадці, поранивши пілота, якого довелося евакуювати до лікарні. 7 березня FAFL досяг певного успіху, коли деякі Лісандри успішно знищили три ворожі літаки на землі в Ум-ель-Аранель; одного з них переслідував італійський винищувач, але йому вдалося повернутися на базу, хоча й отримавши значні пошкодження.
Більшу частину 1942 року Groupe Bretagne зосереджувалася здебільшого на зв'язкових та навчальних польотах, але наприкінці осені Леклерк хотів розраховувати на те, що FAFL підтримає наземний наступ проти італійців після перемоги 8-ї британської армії проти африканців. Корпус у другій битві при Ель-Аламейні та англо-американському вторгненні в Марокко під час операції «Факел» . Однак відсутність співпраці між генеральним штабом Леклерка, що базується в Алжирі, і союзниками, здавалося, вказує на боротьбу за владу між ним і де Голлем, оскільки останній керував силами Вільної Франції в Лондоні. Хоча літаки FAFL з ескадрильї «Ренн» групи Bretagne справді воювали з італійськими військами наприкінці 1942 та на початку 1943 року, проблеми як зі зброєю, так і з самими літаками (переважно проблеми з двигуном, що призводили до вимушеної посадки) переслідували зусилля екіпажі. 23 січня 1943 року стало свідком падіння Триполі — і закінчення повітряної війни для Групи.
Англо-американська висадка в Північній Африці в листопаді 1942 року стала відправною точкою для відродження французьких ВПС завдяки зобов'язанням президента США Франкліна Д. Рузвельта, французькі повітряні сили почали отримувати літаки американського виробництва, щоб поповнити свої ескадрильї. GCII/5 був першим організованим підрозділом, який спочатку складався з однієї ескадрильї винищувачів P-40 Tomahawk, придбаних у ВПС Сполучених Штатів через зв'язки з ескадрилью Лафайєт під час Першої світової війни. Діяв з передової бази в Теліфт, Туніс дві ескадрильї GCII/5 воювали разом з американськими підрозділами, очищаючи Північну Африку від сил Осі в 1943 році.
1 липня 1943 року базований в Алжирі генеральний штаб Armée de l'Air (який отримав накази від де Голля і генерала Жіро) і генеральний штаб FAFL були об'єднані і передані під командування генерала Буска. Він провів реорганізацію ВПС Франції, включивши всі елементи колишньої французької армії Віші в Північній Африці та FAFL. Ці сили включали близько двадцяти різних груп, оснащених в більшості літаками Dewoitine D.520, LeO 45, бомбардувальниками Glenn Martin, літаками-розвідниками Bloch MB.175, а також різноманітними транспортними Amiots, Farmans і Potez 540.

## Одна ескадрилья, дві особи: GC 2/7 (No.326 «Nice» Squadron) (1943—1945)

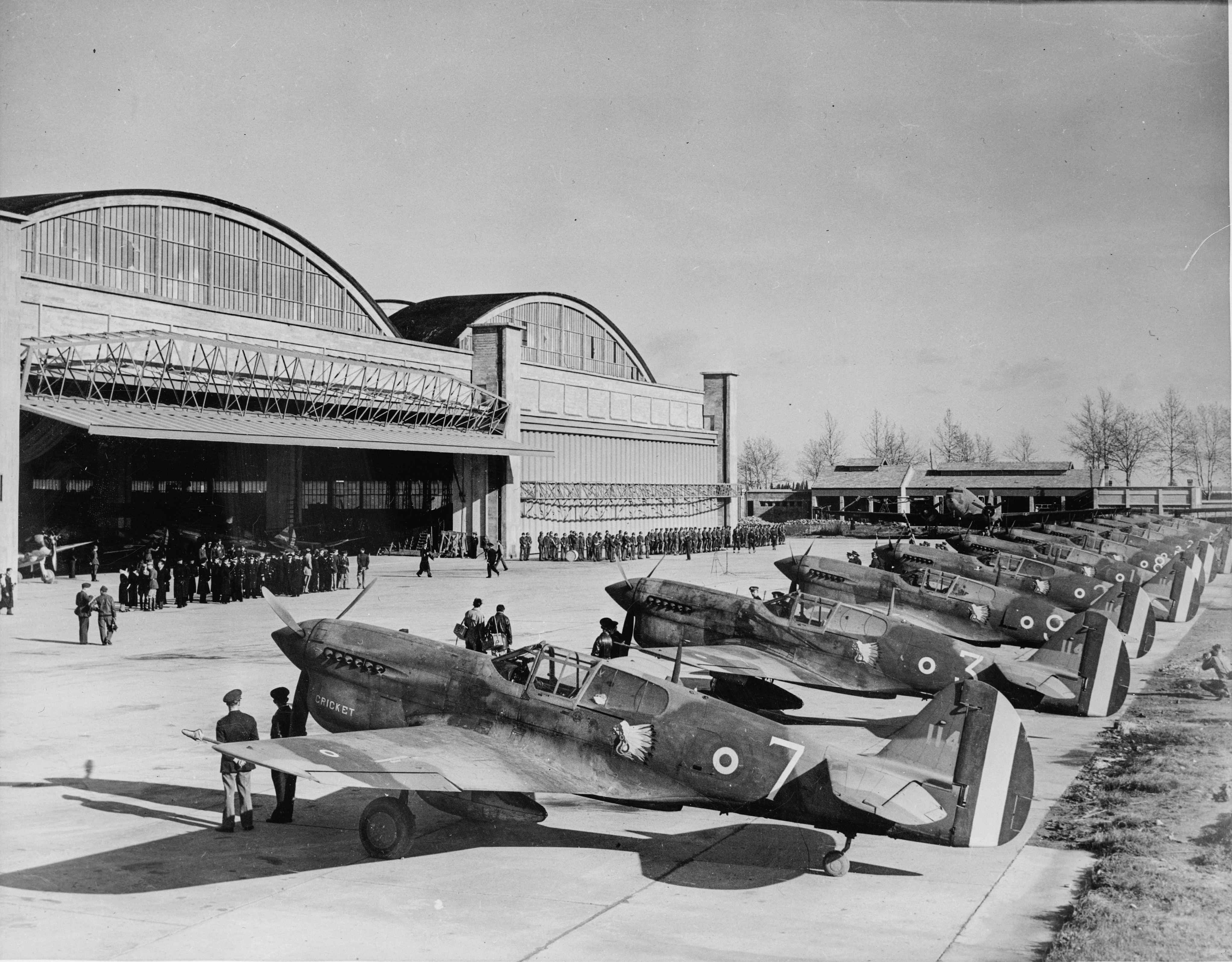
GC II/5 отримує P-40F колишніх ВВС США в Касабланці, 9 січня 1943 року.

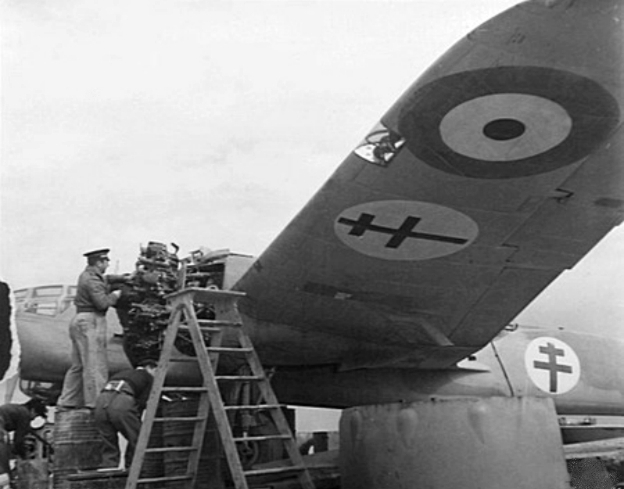
Вільний французький наземний екіпаж працює над радіальним двигуном Bristol Mercury XV на бомбардувальнику Bristol Blenheim Mk.IV на аеродромі в Північній Африці.

Загалом під парасолькою союзників (не тільки в Північній Африці, а й на Сицилії та Корсиці) було дев'ять винищувальних груп FAFL, три з яких були винищувачами ескадрильї RAF, а саме № 326 (Ніца). Ескадрильї № 327 (Корс) і № 328 (Прованс), а також інші підрозділи, названі на честь регіонів столичної Франції: Руссільон, Шампань, Наварра, Лафайєт, Дофіне та Арденни. Так само було шість бомбардувальних груп (Бретань, Марок, Гасконь, Бургунь, Сенегаль і Франш-Конте), одна розвідувальна група (Бельфор) і одна транспортна група (Анжу).
Після розпуску французької військово-морської авіації Віші, друга ескадрилья бойової винищувальної групи GC II/7 прийняла до своїх лав кількох льотчиків. У березні 1943 року він отримав свій перший британський літак; Винищувачі Supermarine Spitfire Mk.Vb. Коли GC II/7 було розформовано в серпні, ескадрилья отримала два позначення — одне з них було французьким, інше — британським — через те, що до її складу входили як французькі, так і британські пілоти. У той час як британці позначили підрозділ № 326 ескадрильї RAF, французи знали свою ескадрилью як GC 2/7, хоча вона була приєднана до № 345 крила Середземноморських прибережних військово-повітряних сил (MACAF). Його першою місією як GC 2/7 була збройна розвідувальна місія 30 квітня 1943 року, під час завершальної фази війни в Північній Африці, до того часу Люфтваффе майже зникло, але наземні зенітні підрозділи все ще залишилися. До 13 травня німці капітулювали в Північній Африці, і GC 2/7 до того часу здійснив 42 вильоти, здійснивши 296 бойових вильотів. 18 червня ескадрилья замінила свій Mk.Vb Spitfires на більш потужний варіант Mk.IX, спочатку створений для боротьби з німецьким Focke-Wulf Fw 190, приклад якого був зарахований до GC 2/7 всього сім днів тому.
У вересні 1943 року GC 2/7 брав участь у звільненні Корсики, стверджуючи, що сім ворожих літаків було знищено, втративши при цьому двох пілотів. 27-го ескадрилья разом із GC 1/3 відзначилася тим, що стала першим підрозділом Armée de l'Air, дислокованим на території Франції, з моменту розпуску французьких військово-повітряних сил Віші в грудні минулого року, коли вони окупували аеродром в Аяччо-Кампо-дель-Оро. Тепер у складі крила № 332, до обов'язків ескадри входило патрулювання над самим островом Корсика, перехоплення німецьких бомбардувальників, що атакували острів, захист конвоїв союзників, що перетинають Середземне море, напади на німецькі судна, що стояли в італійських портах, і з січня 1944 р., супровід бомбардувальників USAAF, які атакують цілі в Італії. З весни 1944 року GC 2/7 брав участь як в обстрілах, так і в пікіруючих атаках проти наземних цілей у прибережних районах західної Італії, а також на острові Ельба, відомому як місце тимчасового вигнання Наполеона в 1814 році до його втечі.
Нарешті, у вересні 1944 року GC 2/7 опинився в самій столичній Франції і був призначений для тих самих місій, які він виконував над Італією. Однак його командир, капітан Жорж Валентин, був збитий зі зброї над Діжоном, а інший, капітан Готьє, був також збитий через тиждень, тільки йому вдалося дістатися до Швейцарії, звідки, будучи інтернованим, «втік», щоб знову приєднатися до свого підрозділу. Коли лінія фронту просувалася на схід до території Рейху, GC 2/7 вирушив у Люксей, звідки місії, здійснені на початку жовтня, призвели до підтвердження знищення чотирьох ворожих літаків, а ще один вважався «ймовірним». Напередодні Різдва GC 2/7 супроводжував бомбардувальники B-26. «Близько 20» ворожих винищувачів атакували формування, і GC 2/7 заявив, що чотири з них були знищені, але французи втратили при цьому одного зі своїх пілотів.
GC 2/7 часто стикався з ворогом, коли союзники просувалися далі в нацистську Німеччину, включаючи 22 березня 1945 року побачивши двох реактивних винищувачів Messerschmitt Me 262, які були занадто швидкими для Spitfires з поршневим двигуном. 14 квітня шістнадцять літаків ескадрильї супроводжували Lockheed F-5, коли вони були перехоплені змішаним формуванням Bf 109 і Fw 190, два з яких отримали пілоти GC 2/7, але один пілот був збитий і став — на той короткий час, який ще мала тривати війна в Європі — полонений. До моменту закінчення війни 8 травня GC 2/7 з моменту свого формування двома роками раніше здійснив трохи понад 7900 бойових вильотів.

## Червона зірка: полк «Нормандія-Неман»
Через шість місяців після того, як німці вторглися в СРСР, переговори, які були спрямовані на тіснішу співпрацю між Вільною Францією та Радянським Союзом, призвели до спеціального створення ескадрильї, початкове ядро з дванадцяти льотчиків-винищувачів було відправлено на схід. Groupe de Chasse GC 3 Normandie була офіційно оприлюднена де Голлем 1 вересня 1942 року під командуванням Пулікена. Механіки, льотчики та техніка були перевезені залізницею та повітрям через Тегеран до Баку (нині столиця Азербайджану). Період навчання на Як-7 Яковлєва завершився до середини лютого 1943 року, коли комендант Жан Туласне прийняв командування групою, яка остаточно вирушила на фронт 22 березня 1943 року.
Перший похід GC 3, оснащений винищувачем Як-1, тривав до 5 жовтня і охопив територію Росії між Полотняні-Заводом і Слободою/Моностирчиною. Після початкової повітряної перемоги над Fw 190, 5 квітня підсумок різко зріс, і ескадрилья стала центром радянської пропаганди, настільки, що генерал-фельдмаршал Вільгельм Кейтель (який був страчений у 1946 році після Нюрнберзького процесу) постановив, що будь-який захоплений французький пілот буде страчений.
Трагедія спіткала ескадрилью, коли 17 липня було повідомлено, що Туласне пропав безвісти після бою, коли командування вимагало коменданта П'єра Пуяда. Незважаючи на втрату, GC 3 почав отримувати багато цитат і відзнак радянських одиниць, а також французьких. 11 жовтня де Голль надав групі титул Compagnon de la Liberation. До моменту перебазування GC 3 в Тулу 6 листопада 1943 року, в групі залишилося лише шість льотчиків, які здобули 72 повітряні перемоги з моменту вступу в бойові дії.
1944 рік став свідком розширення групи до полку, до лав якої приєднався четверта ескадрилья. Після завершення навчання в Тулі на більш досконалих винищувачах Як-9Д новий полк повернувся на лінію фронту для своєї другої кампанії. Це тривало до 27 листопада і охопило територію між Дубровкою (у СРСР) і Гросс-Кальвайтхен (у Східній Пруссії, Німеччина). Саме під час цієї кампанії Йосип Сталін дозволив полку назвати себе Нормандією-Неманом на знак визнання його участі в боях за визволення річки з такою назвою. 16 жовтня, у перший день нового наступу на Східну Пруссію, східну частину території Рейху, льотчики полку без втрат знищили 29 ворожих літаків. До наступного місяця сам полк базувався на території Рейху. До кінця року Пуяда було звільнено від командування полком, і він разом з іншими ветеранами-пілотами повернувся до Франції.
14 січня 1945 року полк «Нормандія-Неман» розпочав свою третю кампанію (від Допенена до Хайлігенбайля), зосереджуючись у східнопрусській частині Німецького Рейху, доки перемога на сході не була офіційно оголошена 9 травня, наступного дня після Дня Перемоги в Європі. На той день полк збив 273 ворожі літаки і отримав багато нагород і нагород. Сталін висловив свою вдячність полку, запропонувавши військові Як-3 Франції, куди 20 червня 1945 року льотчики повернулися на зустріч героям у Парижі.
Таким чином, полк став єдиною військово-повітряною групою із західноєвропейської країни (за винятком короткого втручання 151 Wing RAF при введенні Hawker Hurricanes до Росії), яка брала участь у війні на Східному фронті. Його прапор мав свідчення бойового досвіду з такими назвами, як: Брянськ, Орел, Ієльня, Смоленськ, Кенігсберг (згодом рядянські перейменували Калінінград) і Піллау. Він отримав такі нагороди: від Франції, кавалер Почесного легіону, Круа де ла Визволення, Воєнна медаль, Круа де Герр з шістьма пальмами; від СРСР отримав орден Червоного Прапора та Олександра Невського з одинадцятьма цитатами між двома орденами.

## Літаки держав Осі, захоплені силами Вільної Франції
- CANT Z.1007bis Alcione
- Heinkel He 46C-1
- Heinkel He 177
- Junkers Ju 88

## Літак ВПС Вільної Франції
- Airspeed Oxford Mk.II навчальний
- Amiot 143M бомбардувальник
- Avro Anson навчальний/патрульний
- VIP транспорт Avro York
- Beechcraft Model 18 зв'язок/навчальний
- Винищувач Bell P-39D Airacobra
- Винищувач Bell P-63A Kingcobra
- Bloch MB.131 бомбардувальник
- Bloch MB.174 розвідка
- Bloch MB.175 бомбардувальник
- Boeing B-17 Flying Fortress транспорт
- Легкий бомбардувальник Bristol Blenheim Mk.IV & Mk.V
- Caudron C.270 Luciole зв'язок
- Caudron C.400 Phalène зв'язок
- Caudron C.445 Goeland транспорт
- Caudron C.600 Aiglon зв'язок
- Caudron C.630 Simoun транспорт
- Caudron C.714 Cyclone винищувач
- Cessna UC-78 Bobcat зв'язок
- Зведений патрульний бомбардувальник PBY Catalina
- Cunliffe-Owen OA.1 транспорт
- Винищувач Curtiss Hawk 75
- Винищувач Curtiss P-40E/F/N
- de Havilland DH.80 Puss Moth зв'язок
- de Havilland DH.82 Tiger Moth навчальний
- Винищувач Dewoitine D.520
- Пікіруючий бомбардувальник Douglas A-24 /SBD
- Середній бомбардувальник Douglas DB-7
- Середній бомбардувальник Дуглас Бостон
- Бомбардувальник Farman F.222 BN5
- Важкий бомбардувальник Handley Page Halifax
- Винищувач Hawker Hurricane Mk. IIC
- Бомбардувальник Lioré et Olivier LeO 451
- Транспорт Lockheed Model 12 Electra Junior
- Патрульний бомбардувальник Lockheed Hudson
- Фоторозвідка Lockheed F-5A/B Lightning
- Патрульний бомбардувальник Lockheed PV-1 Ventura
- Бомбардувальник Martin 167
- Бомбардувальник Martin 187 Baltimore
- Середній бомбардувальник Martin B-26B/G Marauder
- Morane-Saulnier MS230 навчальний
- Morane-Saulnier MS315 навчальний
- Винищувач Morane-Saulnier MS406
- Північноамериканський навчальний NAA-57
- Північноамериканський середній бомбардувальник B-25C/H Mitchell
- Північноамериканський F-6C Mustang фоторозвідка
- Piper L-4 зв'язок
- Potez 25 спостереження
- Potez 29 транспорт
- Potez 540 транспорт
- Potez 63.11 розвідка
- Potez 650 транспорт
- Винищувач-бомбардувальник Republic P-47D Thunderbolt
- Винищувач Supermarine Spitfire LFMk.VB і VC
- Supermarine Walrus гідроплан/розвідувальник
- Універсальний зв'язковий L-7
- Stinson 105 Voyager зв'язок
- Vultee BT-13 Valiant навчальний
- Пікіруючий бомбардувальник Vultee A-35 Vengeance
- Варіант морського патруля Vickers Wellington
- Westland Lysander Mk.III зв'язок
- Винищувач Як-1 і 1М
- Винищувач Як-3
- Винищувач Як-7Б
- Винищувач Як-9 і 9Т

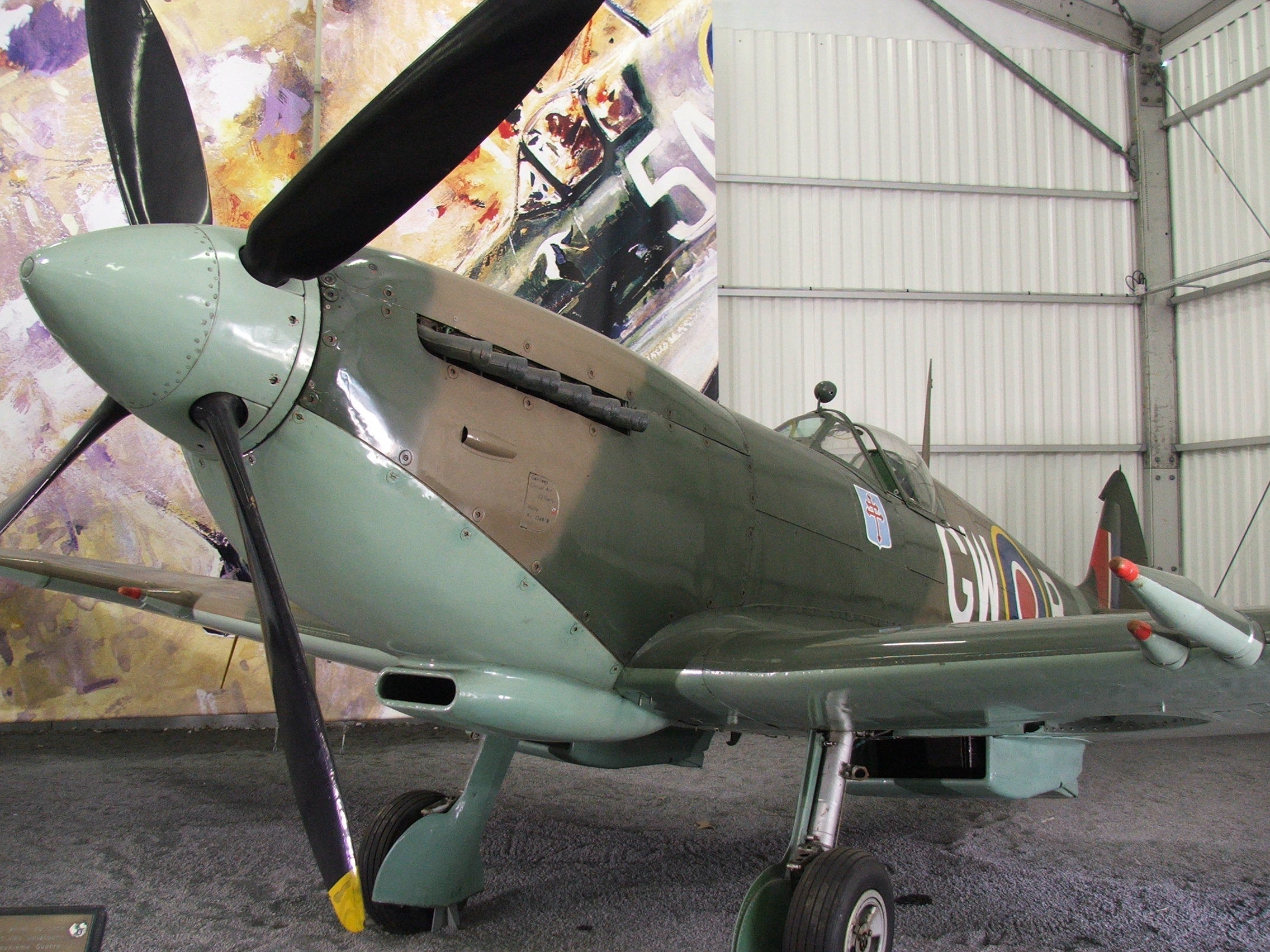
FAFL Spitfire (GC Ile de France/No. 341 Squadron RAF) в Паризькому музеї Le Bourget.
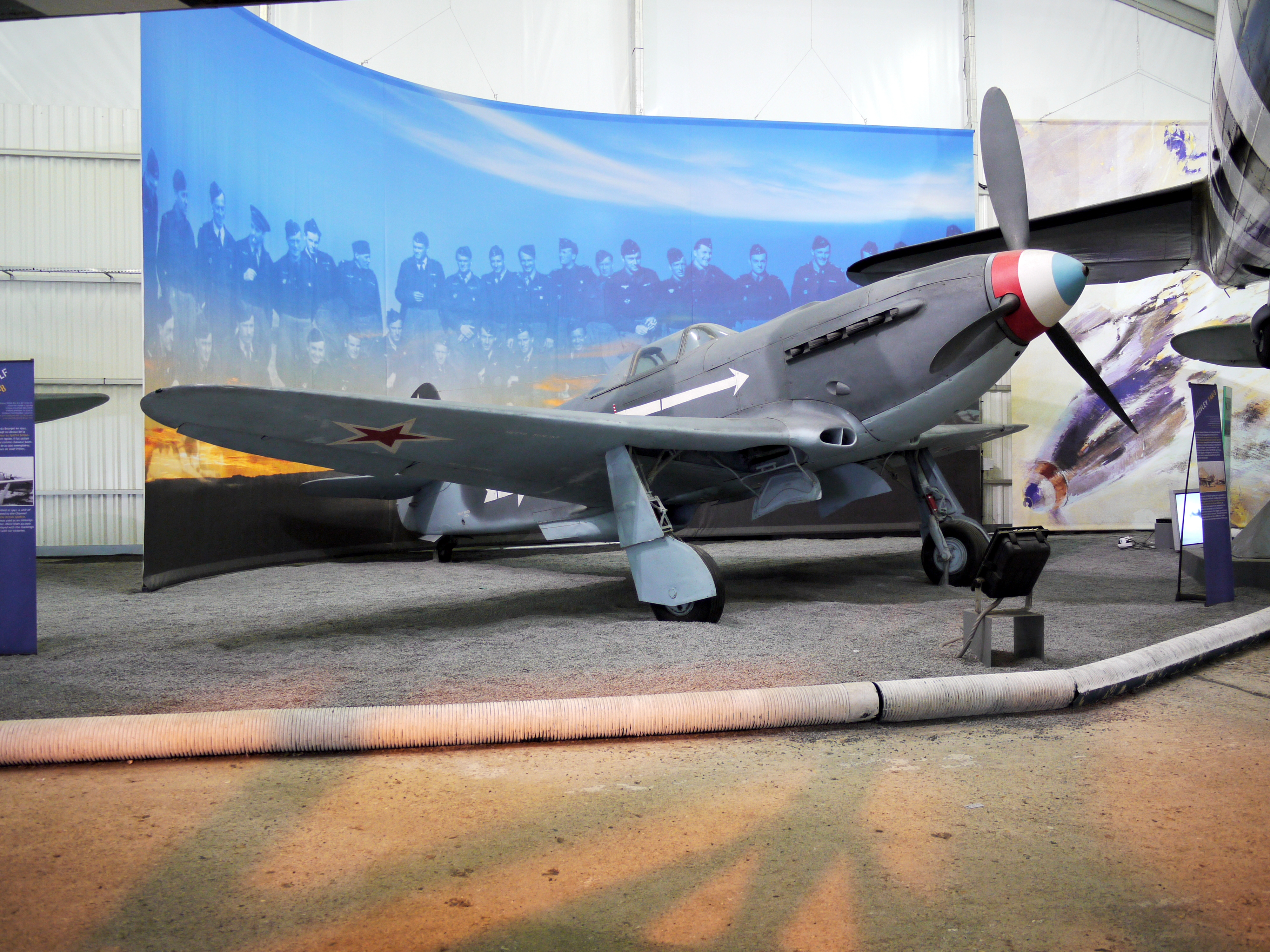
Французький Як-3 з GC Normandie-Niemen.
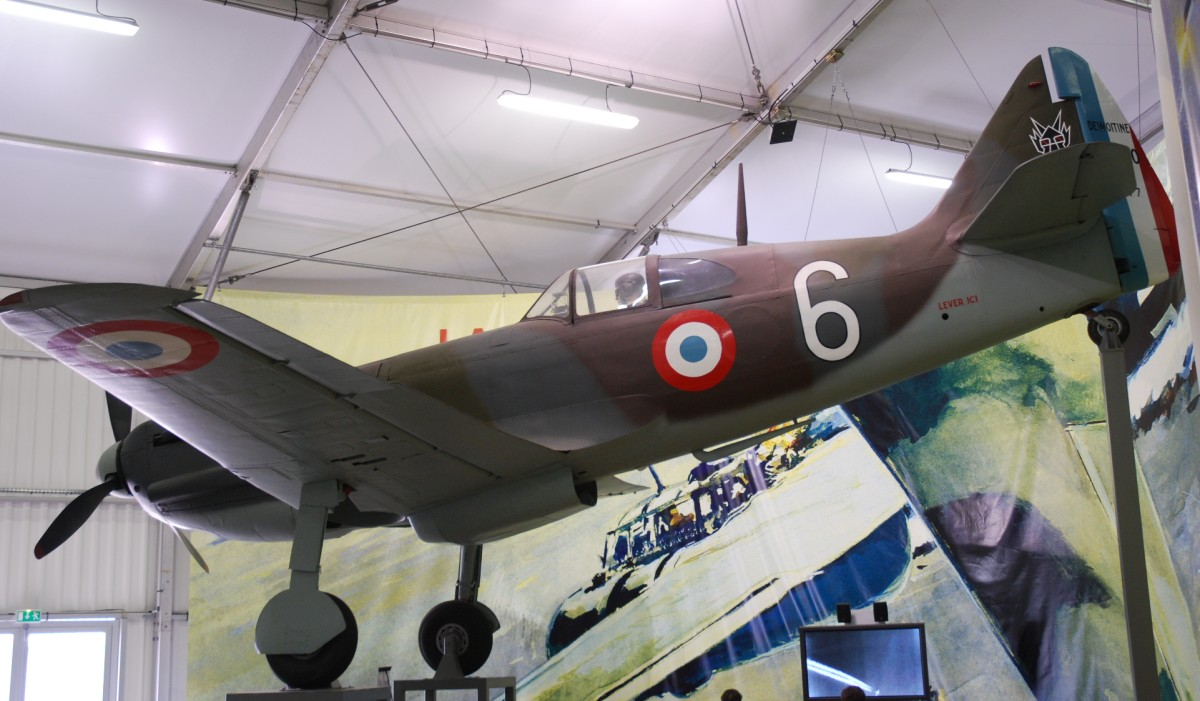
Французький Dewoitine D.520.
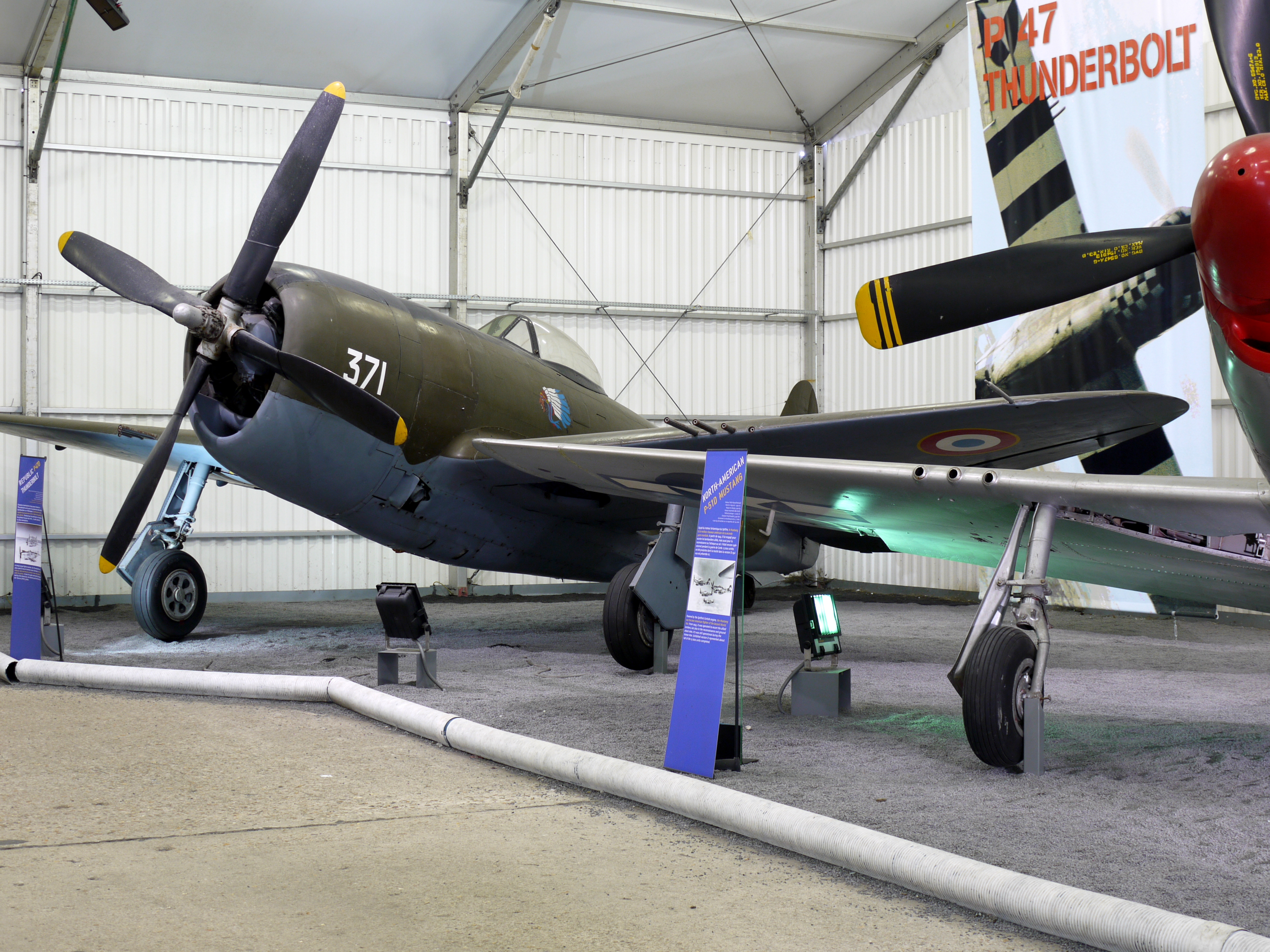
Французький P-47D Thunderbolt (GC II/5 LaFayette).
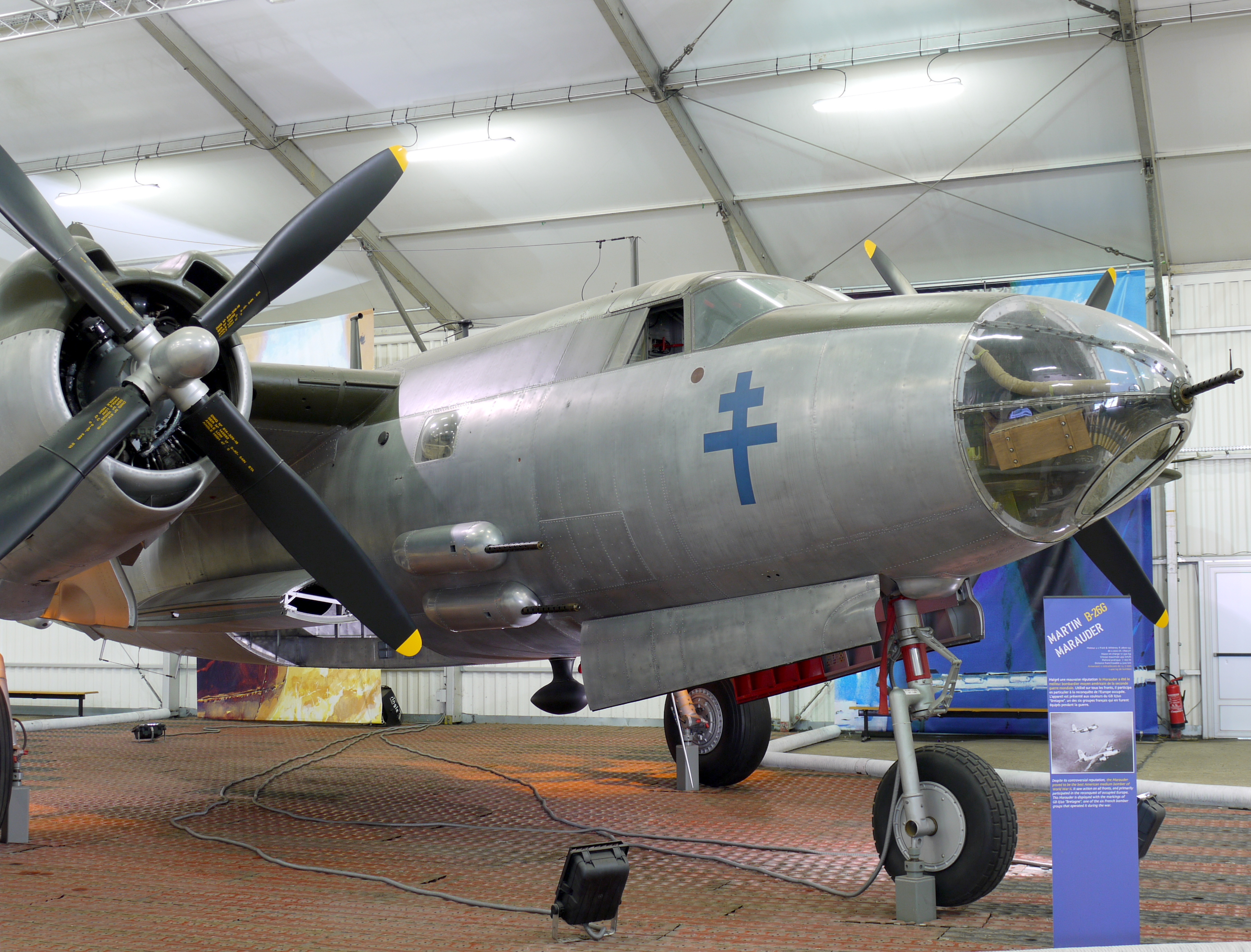
GB II/20 Bretagne Martin B-26 Marauder.
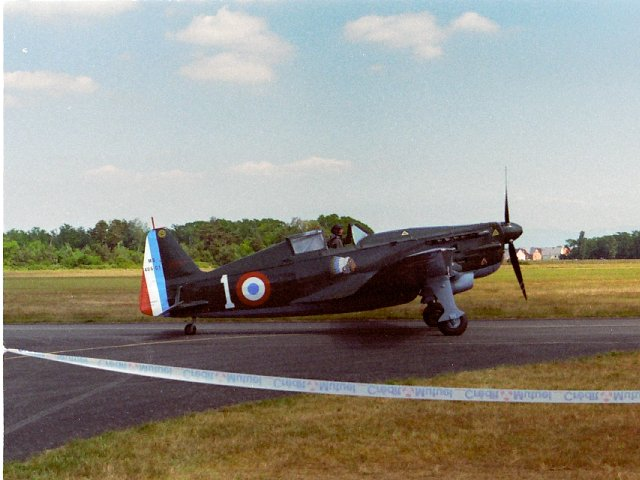
Morane-Saulnier M.S.406 FAFL GC II/5 LaFayette.

## Пілоти
- Марсель Альберт
- П'єр Клостерман — найкращий ас «Вільної Франції» у Західній Європі з 33 перемогами.
- Ромен Гері
- Пілот винищувача П'єр Ле Глоан, який літав із французькими ВПС Віші в Північній Африці.
- Франсуа де Лабушер
- П'єр Мендес, Франція
- Рене Мушот
- Антуан де Сент-Екзюпері льотчик-розвідник у Північній Африці після 1943 року.
- Бернар В. М. Шайдгауер, єдиний француз, який втік з нацистського табору для в'язнів Шталаг Люфт III; Убитий гестапо в березні 1944 року.